# Elli
Elli („starost”) personifikacija je starosti u nordijskoj mitologiji. Spomenuta je u Gylfaginningu (dio Mlađe Edde).
Prema Gylfaginningu, bogovi Thor i Loki te smrtnik Þjálfi otišli su u Jötunheimr (zemlja divova), gdje su u dvorcu diva Útgarða-Lokija bili iskušani od divova. Elli, koja predstavlja starost, iskušala je Thorovu snagu. Ona i Thor su se hrvali te je Elli pobijedila.
Premda Elli nije spomenuta u drugim postojećim izvorima koji se tiču nordijske mitologije, značajno je to da nordijski bogovi moraju jesti Idunine jabuke kako bi ostali mladi.